# 623-й зал Лувра
Галерея Василия Шлихтинга — часть дворца Лувр (крыло Мюлли, 1-й этаж, зал 623).

## Барон Шлихтинг
Зал назван в честь барона Василия Васильевича Шлихтинга, родившегося в Санкт-Петербурге в 1857 году.
В начале XX века Шлихтинг переехал в Париж, поселился в доме 41 по улице Камброн (фр. Rue Cambronne). Во Францию он привёз с собой свою личную коллекцию предметов искусства: картин, табакерок и пр.
Во время жизни в Париже барон Шлихтинг активно участвовал в культурной жизни Франции: он охотно одалживал произведения из своей коллекции для благотворительных выставок, в 1906 году вместе с шестью другими коллекционерами искусства он покупает для французских музеев бронзовый реликварий XII века.
5 августа 1909 года, зная о своей неизлечимой болезни, барон Шлихтинг пишет завещание, в котором оставляет всю свою коллекцию Лувру, при условии, что один из залов музея будет носить его имя. После составления завещания Шлихтинг продолжал активно покупать предметы искусства в свою коллекцию.
В 1911 году, после похищения Джоконды из Лувра, свидетель указал следствию на барона Шлихтинга как на заказчика похищения. прислуга барона была допрошены французской полицией, но обвинение оказалось ложным.
Барон Шлихтинг умер в 1914 году. Похороны состоялись в парижском соборе Александра Невского 10 августа 1914 года, о чём сообщила газета Le Figaro от 9 августа.
Из оставленных Лувру предметов искусства лишь часть вошла в коллекцию музея. Не отобранные музеем предметы были проданы, вырученные деньги пошли на помощь беднякам Санкт-Петербурга. Среди оставленных Шлихтингом экспонатов в Лувре в частности находятся:
- Бюро Екатерины II, работы немецкого эбениста Давида Рёнтгена. Екатерина II подарила бюро Дмитрию Трощинскому, от которого бюро унаследовал Шлихтинг. В настоящее время бюро находится в Лувре, 612-й зал.
- Картина Веронезе «Венецианка» или «Красавица Нани» — выставлена в 711-м зале Лувра.
- Картина Рубенса «Иксион и Нефела[фр.]» — выставлена в Лувр — Ланс.
- Картина Буше «Маркиза де Помпадур»[2]
- Статуя Пажу «Меркурий» — выставлена в 220-м зале Лувра.
- Коллекция табакерок — выставлена в зале, носящем имя барона.